# کنت (ویرجینیای غربی)
کنت (به انگلیسی: Kent) یک منطقهٔ مسکونی در ایالات متحده آمریکا است که در شهرستان مارشال، ویرجینیای غربی واقع شده‌است. کنت  ۱۹۹٫۰۴ متر بالاتر از سطح دریا واقع شده‌است.